# Ljuti Dolac
Ljuti Dolac är ett samhälle i Bosnien och Hercegovina.   Det ligger i entiteten Federationen Bosnien och Hercegovina, i den södra delen av landet, 80 km sydväst om huvudstaden Sarajevo. Ljuti Dolac ligger 260 meter över havet och antalet invånare är 1 510.
Terrängen runt Ljuti Dolac är varierad. Runt Ljuti Dolac är det ganska tätbefolkat, med 93 invånare per kvadratkilometer.. Närmaste större samhälle är Mostar, 9,6 km öster om Ljuti Dolac. 
Omgivningarna runt Ljuti Dolac är en mosaik av jordbruksmark och naturlig växtlighet.